# Pregnendion
Pregnenedion je nezasićeni diketonski derivat pregnana.
Primer jedinjenja iz ove klase je budezonid.